# Mystacernis alphesta
Mystacernis alphesta är en fjärilsart som beskrevs av Edward Meyrick 1915. Mystacernis alphesta ingår i släktet Mystacernis och familjen plattmalar. Inga underarter finns listade i Catalogue of Life.